# Acromyrmex heyeri
Acromyrmex heyeri är en myrart som först beskrevs av Auguste-Henri Forel 1899.  Acromyrmex heyeri ingår i släktet Acromyrmex och familjen myror. Inga underarter finns listade i Catalogue of Life.

## Bildgalleri

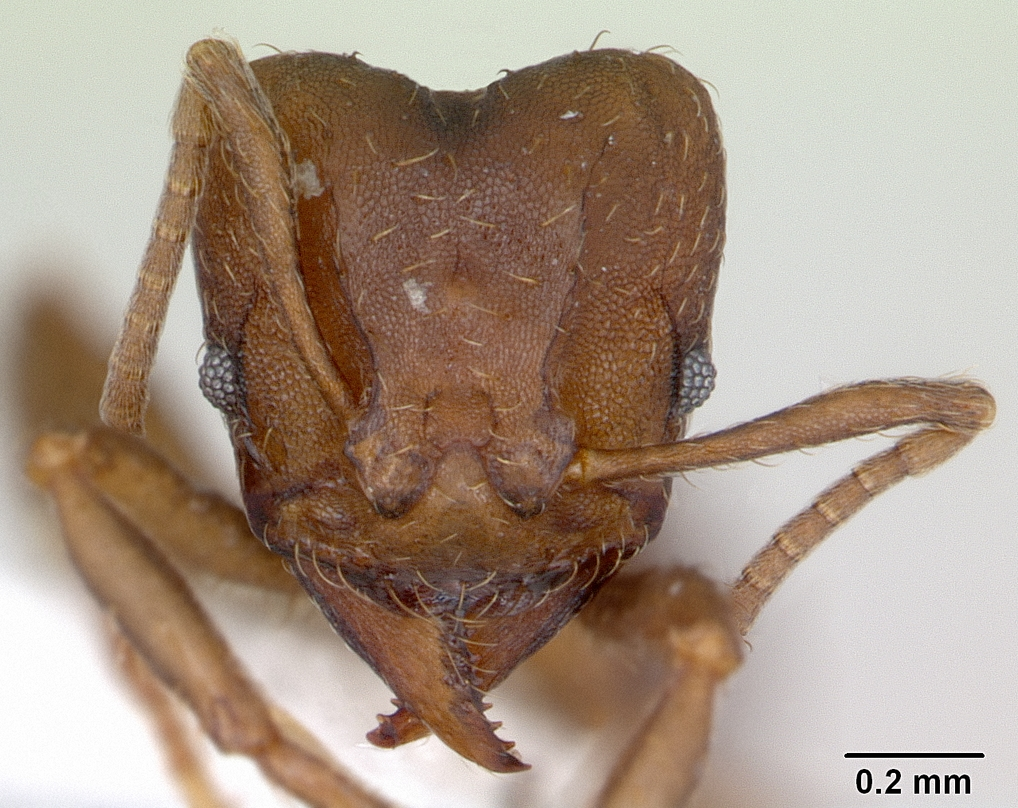